# AnandTech
AnandTech était un site internet américain de référence dédié au matériel informatique et notamment aux processeurs. Il est créé en 1997 par Anand Lal Shimpi, alors âgé de 14 ans et qui sera rédacteur en chef du site jusqu'à 2014, date à laquelle il rejoint Apple. Il est remplacé par Ryan Smith. La même année le site est racheté par Purch. En 2018 il passe aux mains de l'éditeur Future PLC. AnandTech annonce mettre fin à ses publications le 30 août 2024, mais le site reste en ligne et ses forums sont maintenus actifs.